# 唐宾
唐宾（1986年4月25日—），辽宁丹东人，中國女子賽艇運動員。2007年获世界賽艇锦标赛女子四人雙槳铜牌。她在2008年北京奥运会上夺得了女子四人雙槳金牌。

## 主要成績
- 2008年，北京奥运会女子四人雙槳金牌